# Justinijanov zakonik
Justinjanov zakonik (tudi Justinjanov kodeks) je izraz za zbirko zakonov, ki jih je zbral bizantinski cesar Justinjan. Zakonik je izrednega zgodovinskega pomena, saj je v njem zbrano vse takratno veljavno rimsko pravo, z značaji iz starih virov. Sestavljen je iz Codex justinianus, Digest in Institucij (elementi). Med njimi ne velja splošno načelo, da kasnejši zakon razveljavlja prejšnjega. Kodifikacija in novele skupaj pa predstavljajo Corpus iuris civilis.
Codex Iustinianus je nadomestil dotedanje tri kodekse cesarskega prava. Veljati je pričel 16. aprila 529. Na starejše cesarsko pravo se je bilo mogoče sklicevati samo toliko, kolikor in kakor so bili posamezni predpisi sprejeti v nov zakonik.
Prva izdaja iz leta 529 se ni ohranila, ker je bila leta 534 revidirana in vnovič razglašena. Iz prve knjige je ohranjen le list z naslovom rubrik. Iz tega seznama spoznamo, da so leta 534 zakonik iz leta 529 znatno spremenili.
Institucije so bile namenjene učencem rimskega prava.